# Nørhald Kommune
| Strukturdaten       | Strukturdaten        |
| ------------------- | -------------------- |
| Sitz der Verwaltung | Tvede                |
| Fläche              | 201,03 km²           |
| Einwohner           | 8.664 (2003)         |
| Kommune seit 2007   | neue Randers Kommune |

Nørhald Kommune war bis Ende 2006 eine dänische Kommune im Osten Jütlands im damaligen Århus Amt. 
Seit Januar 2007 ist sie zusammen mit der „alten“ Randers Kommune, der Purhus Kommune und der Langå Kommune (ohne die drei südlichsten Kirchspiele), sowie dem westlichen Teil der Sønderhald Kommune und dem Gebiet von Havndal in der Mariager Kommune Teil der „neuen“ Randers Kommune.
Nørhald Kommune entstand im Zuge der Verwaltungsreform des Jahres 1970 und umfasste folgende Sogn:
- Albæk Sogn
- Dalbyneder Sogn
- Dalbyover Sogn
- Enslev Sogn
- Gjerlev Sogn
- Hald Sogn
- Harridslev Sogn
- Kærby Sogn
- Linde Sogn
- Mellerup Sogn
- Råby Sogn
- Støvring Sogn
- Sødring Sogn
- Tvede Sogn
- Øster Tørslev Sogn